# جيسيكا فيشر
جيسيكا فيشر (بالإنجليزية: Jessica Fisher)‏ هي مترجمة وكاتِبة وشاعرة أمريكية، ولدت في 12 مارس 1976 في كلاريمونت في الولايات المتحدة.